# Đào Ngọc Dung

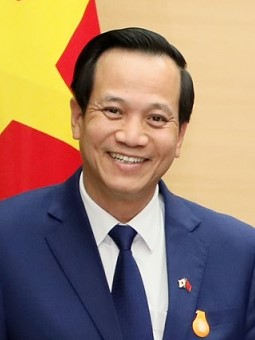
Đào Ngọc Dung (20. Juni 2019)

Đào Ngọc Dung (* 6. Juni 1962 in Lý Nhân, Hà Nam, Nordvietnam) ist ein Politiker der Kommunistischen Partei Vietnams KPV (Đảng Cộng sản Việt Nam) in der Sozialistischen Republik Vietnam, der seit 2016 Minister für Arbeit, Kriegsinvaliden und Soziales ist.

## Leben
Đào Ngọc Dung absolvierte nach dem Schulbesuch ein Studium der Rechtswissenschaften, welches er mit einem Bachelor (Cử nhân) beendete. Ein postgraduales Studium der Verwaltungswissenschaften schloss er mit einem Master (Thạc sĩ) ab und wurde am 30. Juni 1986 Mitglied der KPV, nachdem er seit dem 31. Dezember 1984 Aufnahmekandidat war. Nach verschiedenen Funktionen in der Staats- und Parteiverwaltung im Landkreis Lý Nhân und in der Provinz Hà Nam wechselte er in die Zentralverwaltung der Kommunistischen Jugendunion „Hồ Chí Minh“ und war zwischen November 1996 und November 1997 zunächst Vorsitzender des Zentralrates der Jungpionierorganisation „Hồ Chí Minh“, danach von November 1997 bis Dezember 2002 Sekretär des Zentralkomitees (ZK) der Kommunistischen Jugendunion sowie zwischen Januar 2003 und März 2005 Ständiger Sekretär des ZK der Kommunistischen Jugendunion. Schließlich löste er am 2. Juli 2005 Hoàng Bình Quân als Erster Sekretär des Zentralkomitees der Kommunistischen Jugendunion „Hồ Chí Minh“ ab und übte diese Funktion bis zum 14. Januar 2007 aus, woraufhin Võ Văn Thưởng seine Nachfolge antrat.
Auf dem X. Nationalkongress der KPV (18. bis 25. April 2006) wurde er erstmals Mitglied des ZK der KPV und gehört diesem Parteigremium nach seinen Wiederwahlen auf dem XI. Nationalkongress der KPV (12. bis 19. Januar 2011), XII. Nationalkongress (20. bis 28. Januar 2016) und auf dem XIII. Nationalkongress (25. Januar bis 1. Februar 2021) seither an. Im Dezember 2006 wurde er Sekretär des Ausschusses für Auslandsangelegenheiten des Parteikomitees, der für die Arbeit für Parteiorganisationen und Parteimitglieder im Ausland zuständigen Organisation. Diese Funktion behielt er bis zu seiner Ablösung durch Lê Dân im Oktober 2010. Er war des Weiteren zwischen August 2007 und Mai 2010 Ständiger stellvertretender Leiter des Lenkungsausschusses für die Nordwestregion (Tây Bắc Bộ).
Đào Ngọc Dung übernahm im Oktober 2010 von Hoàng Xuân Lộc die Funktion als Sekretär des Parteikomitees der Provinz Yên Bái ab und behielt diese bis zu seiner Ablösung durch Đỗ Văn Chiến im August 2011. Zugleich wurde er als Nachfolger von Dương Văn Thống am 20. Juni 2011 auch Vorsitzender des Volksrates der Provinz Yên Bái und behielt dieses Amt bis zum 19. Dezember 2011. Am 18. August 2011 löste er Nguyễn Minh Quang als Sekretär des Parteikomitees der Zentralagenturen, ein Parteikomitee, das direkt dem ZK der KPV untersteht und der direkten und regelmäßigen Führung und Leitung von Politbüro und Sekretariat des Zentralkomitees der KPV unterliegt. Diese Funktion übte er bis zum 12. April 2016 aus und wurde daraufhin von Nguyễn Quang Dương abgelöst.
Am 9. April 2016 wurde er als Nachfolger von Phạm Thị Hải Chuyền zum Minister für Arbeit, Kriegsinvaliden und Soziales in das Kabinett von Premierminister Nguyễn Xuân Phúc berufen. Dieses Amt übernahm er auch im darauf folgenden Kabinett von Premierminister Phạm Minh Chính, welches am 5. April 2021 gebildet wurde. Als Minister ist er zuständig für Arbeit, Löhne und Gehälter, Beschäftigung, Berufsbildung, Sozialversicherungen, Arbeitssicherheit und Hygiene, Menschen mit besonderem Beitrag zum Land, Sozialschutz, kinderbezogene Fragen, Geschlechtergleichheit, Kontrolle und Prävention sozialer Laster. Er wurde am 23. Mai 2016 auch Mitglied der Nationalversammlung (Quốc hội Việt Nam) und gehört dieser nach seiner Wiederwahl am 23. Mai 2021 seither in der 14. und 15. Legislaturperiode an.

## Veröffentlichungen
- Thơ tình của núi. 60 ca khúc phát triển dân ca các dân tộc Việt Nam, Hanoi 2003
- Lịch sử Đội thiếu niên tiền phong Hồ Chí Minh và phong trào thiếu nhi Việt Nam, 1925–2006, Hanoi 2006